# Баттевэнт
Баттевэнт (Бьюттвант; англ. Buttevant; ирл. Cill na Mallach) — деревня в Ирландии, находится в графстве Корк (провинция Манстер).
17 марта 1849 года была открыта местная железнодорожная станция, закрытая к 7 марта 1977 года.
1 августа 1980 года в городе произошла крупная железнодорожная катастрофа, приведшая к смерти 18 и ранению 70 человек.

## Демография
Население — 914 человек (по переписи 2006 года). В 2002 году население составляло 987 человек.
Данные переписи 2006 года:
| Общие демографические показатели |               |                               |                               |      |      |
| Всё население                    | Всё население | Изменения населения 2002—2006 | Изменения населения 2002—2006 | 2006 | 2006 |
| 2002                             | 2006          | чел.                          | %                             | муж. | жен. |
| 987                              | 914           | −73                           | −7,4                          | 445  | 469  |